# Конрад, Крис
Крис Конрад (англ. Chris Conrad; род. 30 июня 1970, Форт-Лодердейл, Флорида, США) — американский актёр.

## Биография и карьера
Крис Конрад родился и вырос в городе Форт-Лодердейл, штат Флорида. С детства занимался различными видами спорта: регби, футболом, баскетболом, бейсболом и дзюдо. Помимо Криса, в семье был старший брат Стив (позднее стал сценаристом), средний брат Тим и младший Майк.
Начал выступать в качестве актёра ещё в начальной школе, где слыл известным шутником. Во втором классе Крис вместе со своим братом Майком выиграли комедийный конкурс Florida's Funniest Man (рус. Самый Смешной Человек Флориды) и получили в награду 500 долларов и экскурсию в Нью-Йорк, где побывали на открытии театра The Peoples Improv Theater. Также, обучаясь в Средней школе им. Святого Фомы Аквинского, Крис подружился с будущим актёром Скоттом Роу.
В 18 лет, после окончания старшей школы, переехал в город Таллахасси и поступил в Университет штата Флорида, где уже учились его братья Тим и Стив. Там Крис изучал театральное искусство, однако вскоре потерял к нему интерес и перестал посещать занятия. Позднее, его преподаватель по актёрскому мастерству уговорил Конрада вернуться к учёбе.
В начале 90-х Крис и Стив перебрались в Иллинойс. Крис около года изучал актёрское мастерство в театре Piven (англ. Piven Theatre) в Эванстоуне, недалеко от Чикаго. В 1992 он подписал свой первый контракт с актёрским агентством и снялся в телефильме «Марио и Мафиози» (англ. Mario and the Mob). Затем он и Стив приехали в Голливуд, где последний продал сценарий фильма «Я боролся с Эрнестом Хемингуэем», который имел оглушительный успех в 1993.
В том же году актёр дебютировал на большом экране, а уже в следующем играл одну из второстепенных ролей (Эрик МакГоуэн) в фильме «Парень-каратист 4». На съёмках актёру пригодилось его знание дзюдо. Также снимается во многих известных фильмах — «Крылатые роллеры», «Прямая и явная угроза», «Специалист» и другие. Помимо работы в кино и на телевидении, Конрад принимает участие в озвучивании видеоигры Wing Commander IV: The Price of Freedom.
Фанатам серии Mortal Kombat Крис Конрад запомнился благодаря небольшой роли Джонни Кейджа в боевике «Смертельная битва 2: Истребление» 1997 года выпуска.
С 1998 по 1999 играл Ясона в популярном телевизионном сериале «Молодость Геракла» и получил благодаря ему первую известность. До этого он уже играл Ясона в трёх эпизодах сериала «Удивительные странствия Геракла» и в 1998 появился в роли молодого Ясона в видеофильме «Юность Геракла».
В начале 2000-х актёр нигде не снимался, так как преподавал английскую литературу Университете штата Флорида, где когда-то обучался. Позже, Конрад решил вернуться в киноиндустрию и вернулся в Лос-Анджелес. Там он начал сниматься в эпизодах популярных сериалов, таких как «Кости», «Мыслить как преступник» и «Жизнь как приговор». В 2008 он играет в фильме своего брата Стива «Повышение», а в 2009 получает главную роль в мистическом триллере «Портал», который был очень низко оценён критиками.
С 2015 по 2017 снимался в одной из главных ролей в телесериале «Патриот» (англ. Patriot), автором которого является Стив Конрад.

В 2021 был утверждён на роль Адриана Чейза/Мстителя в первом сериале расширенной вселенной DC,для стримингового сервиса HBO Max, Миротворец. Однако после съёмки в 5,5 эпизодах шоу, покинул проект из-за творческих разногласий. Его заменил актёр Фредди Строма, с которым были пересняты все сцены персонажа.

## Личная жизнь
С 1999 по 2000 актёр был женат. Имя супруги неизвестно.

## Фильмография
| Год       |     | Русское название                 | Оригинальное название            | Роль                   |
| --------- | --- | -------------------------------- | -------------------------------- | ---------------------- |
| 1992      | тф  | Марио и Мафиози                  | Mario and the Mob                | в титрах не указан     |
| 1993      | ф   | Крылатые роллеры                 | Airborne                         | Джек                   |
| 1994      | ф   | Прямая и явная угроза            | Clear and Present Danger         | снайпер-сержант        |
| 1994      | ф   | Парень-каратист 4                | The Next Karate Kid              | Эрик МакГоуэн          |
| 1994      | ф   | Специалист                       | The Specialist                   | офицер                 |
| 1995      | с   | Военно-юридическая служба        | JAG                              | сержант Лоуэлл         |
| 1996      | тф  | Звёздная команда                 | Star Command                     | кадет Талли Уэллис     |
| 1997      | ф   | Смертельная битва 2: Истребление | Mortal Kombat: Annihilation      | Джонни Кейдж           |
| 1998      | с   | Удивительные странствия Геракла  | Hercules: The Legendary Journeys | Ясон                   |
| 1998      | в   | Юность Геракла                   | Young Hercules                   | Ясон                   |
| 1998—1999 | с   | Молодость Геракла                | Young Hercules                   | Ясон                   |
| 2006      | с   | Кости                            | Bones                            | агент                  |
| 2006      | с   | Мыслить как преступник           | Criminal Minds                   | Заместитель Мак        |
| 2007      | с   | Жизнь как приговор               | Life                             | боец S.W.A.T.          |
| 2008      | ф   | Повышение                        | The Promotion                    | Тедди Грэхемс          |
| 2009      | в   | Портал                           | Portal                           | Джон Хук               |
| 2011      | тф  | Конни Бэнкс, актёр               | Connie Banks the Actor           | Конни Бэнкс            |
| 2013      | кор | Письма                           | Letters                          | капитан Николас Крозье |
| 2014      | кор | Зуб борова                       | Hog's Tooth                      | сержант                |
| 2014      | кор | За пределами пустоты             | Beyond the Void                  | муж                    |
| 2015—2017 | с   | Патриот                          | Patriot                          | Дэннис МакЛарен        |
| 2016      | ф   |                                  | Altered Reality                  | Стюарт                 |
| 2017      | кор | Декабрь                          | December                         | Дэйт                   |
| 2019      | с   | Предприятие «Божий дар»          | Perpetual Grace, LTD             | Трейси Коннелли        |